# زواج المثليين في ميتشواكان
أصبح زواج المثليين قانونيا في الولاية المكسيكية ميتشواكان، منذ 23 يونيو 2016. في 18 مايو 2016، أقر كونغرس الولاية مشروع قانون لتشريع زواج المثليين في الولاية بتصويت 27 مؤيدًا، وعدم معارضة أي عضو، و 8 امتناعات. في السابق، كان الكونغرس يرفض تعديل القانون المدني لتشريع زواج المثليين، على الرغم من الحكم الصادر عن قاض الولاية الذي يطلب منه القيام بذلك. تقدم ميتشواكان أيضًا الاتحادات المدنية للشركاء المثليين والشركاء المغايرين.

## الاتحاد المدني
في 13 تشرين الثاني/نوفمبر 2006، أُعلن أن مشاريع قوانين الاتحادات المدنية ستُقترح رسمياً. ومع ذلك، توقفت مشاريع القوانين في كونغرس الولاية ولم تتقدم. بعد أن تم تشريع زواج المثليين في مدينة مكسيكو (العاصمة الاتحادية)، أعلن حزب الثورة الديمقراطية أنه سيقترح مشاريع قوانين لزواج المثليين وتبني المثليين للأطفال، جنبا إلى جنب مع «قانون لشراكات التعايش» للسماح بالاتحادات المدنية المثلية في عام 2010. تم تقديم مشروع قانون في مارس 2010 من قبل «غروبو دي فاكتو ديفيرسداد سكسوال» (بالإسبانية: Grupo de Facto Diversidad Sexual)‏، التي اقترحت كل من الزواج والمساكنة، لكنها لم تذكر تبني المثليين للأطفال. كما هو الحال مع المقترحات السابقة، توقفت ولم تتقدم.
في 27 أغسطس 2015، أقرت لجنة العدالة وحقوق الإنسان نصًا جديدًا لقانون الأسرة يحافظ على تعريف الزواج كزواج المغايرين ولكن يتم تطبيق الشراكات المنزلية (بالإسبانية:  sociedad de convivencia)‏ للأزواج المثليين. تمت الموافقة عليه بالإجماع من قبل كونغرس ميتشواكان الكامل في 7 سبتمبر 2015. تم نشر القانون في 30 سبتمبر 2015 في الجريدة الرسمية للولاية. بعد تمرير قانون الأسرة، تم رفع دعوى قضائية تدعي فيها التمييز وعدم الدستورية أمام المحكمة العليا المكسيكية في أكتوبر.
منذ 23 يونيو 2016، يتم تعريف الشراكة المحلية على أنها الاتحاد القانوني بين شخصين. لذلك، فإن مثل هذه الاتحادات مفتوحة للشركاء المثليين والشركاء المغايرين (كانت سابقًا مفتوحة للشركاء المغايرين فقط).

## زواج المثليين

### الأوامر القضائية
بعد 4 سنوات من الإجراءات القانونية، في 5 مارس 2014، قضت محكمة اتحادية بأنه يمكن لزوجتين مثليتين الزواج. كانت أول قضية في المكسيك لم يتم رفعها إلى المحكمة العليا. تزوجت الزوجتان في 12 مارس 2014. في 6 مايو 2014، تم الإعلان عن حصول زوجتين مثليتين آخرين على أمر قضائي وسبع حالات أخرى كانت في الانتظار. تزوجتا في 16 مايو 2014، وبعد ذلك في 15 أغسطس 2014، سجلوا تسجيل ولادة أطفالهم التوأم، والتي تمت الموافقة عليها أيضًا بواسطة أمر قضائي. كان هذا أول تسجيل في الولاية لولادة طفل مولود لأزواج مثليين. أعلن جيراردو هيريرا بيريز، رئيس غروبو دي فاكتو ديفيرسيداد سكسوال أون ميتشواكان (بالإنجليزية: Grupo de Facto Diversidad Sexual en Michoacán)‏، أعلنت أنها جمعت 100 توقيع جماعي لأمر قضائي في ميتشواكان في سبتمبر 2014 والشروع في أول تبني المثليين للأطفال في الولاية من قبل زوجين مثليين، تزوجا في مدينة مكسيكو.
في 20 يونيو 2015، تم الإعلان عن حصول زوجتين مثليتين على أمر قضائي في ولاية ميتشواكان، مما جعلهما الزوجتين الثالثتين الذين يحصلون على أمر قضائي في الولاية. وقد لوحظ أن طلبهم الأولي للحصول على أمر قضائي تم تقديمه قبل شهر واحد. في 29 يونيو 2015، أعلن السجل المدني أنهم قاموا بعقد 6 حالات زواج المثليين في العام السابق، لكن قوانين الدولة لم تتغير وقد يتطلب ذلك الأمر القضائي لفرض القضية. في 10 يوليو 2015، أمر قاضي الدائرة السابعة في الولاية باعطاء أمر قضائي لزوجتين مثليتين. وأعطت الحاكم ورئيس الكونغرس حتى 15 يوليو 2015 لاتخاذ الترتيبات ومراجعة القوانين التي تذكر الزواج، أو مواجهة عقوبات للموافقة المسبقة على قانون الأسرة الذي يستبعد الأزواج المثليين الذي اعتبر لاحقًا غير دستوري. وقال المحامي الذي يقود الأمر القضائي لوسائل الإعلام إن قادة الدولة سيُعتبرون مسؤولين عن اعتراض العدالة على المراجعة التمييزية لقانون الأسرة إذا لم يتم تعديلها وفقًا لأمر القاضي. أُعلن في 13 يوليو 2015 أن الكونغرس سوف يلتزم بقرار القاضي. عندما تم سؤاله من قبل وسائل الإعلام في 14 يوليو 2015، أعلن الحاكم سلفا جارا غيريرو أنه سيتم تطبيق التغييرات في 15 يوليو، ونقلت عنه قوله «بالطبع!» لإزالة تعريف الزواج كاتحاد بين رجل وامرأة فقط في قانون الولاية.
في 31 يوليو 2015، تم الإعلان عن منح 19 أمرا قضائيا جديدًا يجيزون زواج المثليين في ولاية ميتشواكان. ولدى إصدار هذا الإعلان، أعرب النائبتان تاليا فاسكويز ألاتري وكريستينا بورتيلو أيالا عن أسفهما لأن الكونغرس لم يتحرك بعد، لكنهما يأملان في أن تؤكد هذه الأوامر القضائية الإضافية على الحاجة إلى تمرير الإصلاحات في القانون المدني.

### التقنين
في 18 مايو 2016، وافق كونغرس الولاية على مشروع قانون زواج المثليين بأغلبية 27 صوتًا لصالح مقابل عدم تصويت أي عضو ضد، مع امتناع 8 عن التصويت (27-0-8). وقد تبع ذلك محاولات سابقة لإقرار قانون الشراكات المحلية للشركاء المثليين بدلاً من قانون زواج المثليين كما هو مطلوب بموجب حكم قضائي صدر في يوليو 2015 (انظر أعلاه). تم نشر قانون الزواج في جريدة الولاية الرسمية في 22 يونيو 2016 ودخل حيز التنفيذ في 23 يونيو. ويسمح للأزواج المثليين بتبني الأطفال بشكل مشترك.

### الاحصائيات
من يونيو 2016 إلى مايو 2017، وقعت 86 حالة زواج المثليين في الولاية. وقد احتفل بمعظم حالات الزواج هذه في موريليا، عاصمة الولاية، تليها أوروابان، زامورا، أباتسينغان، لا بيداد، لازارو كارديناس، باتزكوارو، بورووانديرو، زينابيكوراوو وسيتاكوارو. بالإضافة إلى ذلك، بدأ السجل المدني في تدريب موظفيه على إدراك أن زواج المثليين أمر قانوني بالفعل في ولاية ميتشواكان، وفقًا لبعض التقارير، تم رفض العديد من الأزواج المثليين عند التقدم بطلب للحصول على شهادات زواج. لم يكن بعض المسؤولين على دراية بأن زواج المثليين قانوني في الولاية.

## الرأي العام
وجد استطلاع للرأي عام 2017 أجرته مؤسسة مجلس الاتصالات الاستراتيجية أن 48% من سكان ميتشواكان يؤيدون زواج المثليين. كان 49% يعارضون ذلك.
وفقًا لمسح أجرته في عام 2018 أجراه المعهد الوطني للإحصاء والجغرافيا، عارض 46% من سكان ميتشواكان زواج المثليين.